# The Artist's Sons
Pour plus de détails, voir Fiche technique et Distribution.
The Artist's Sons est un film muet américain réalisé par Francis Boggs et sorti en 1911.

## Fiche technique
- Réalisation : Francis Boggs
- Scénario : Rob Wagner (en)
- Photographie :
- Montage :
- Producteur : William Selig, Francis Boggs
- Société de production : Selig Polyscope Company
- Société de distribution : Selig Polyscope Company
- Pays de production :  États-Unis
- Langue : film muet avec les intertitres en anglais
- Métrage : 300 mètres
- Format : Noir et blanc — 35 mm — 1,33:1 — Muet
- Genre : Film dramatique
- Durée : 10 minutes
- Date de sortie : États-Unis : 6 octobre 1911

## Distribution
- Sydney Ayres : Earl Hillard, l'artiste
- Herbert Rawlinson : Arthur Morland
- Fred Huntley
- Frank Richardson
- Edward H. Philbrook
- Leicester Wagner : le fils de l'artiste
- Thornton Wagner
- Betty Harte : modèle no 1
- Camille Astor : modèle no 2
- Madeline Pardee : modèle no 3